# Benedikt Anton Aufschnaiter
Benedikt Anton Aufschnaiter (ochrzczony 21 lutego 1665 w Kitzbühel, pochowany 24 stycznia 1742 w Pasawie) – austriacki kompozytor.

## Życiorys
Ukończył studia w Wiedniu, gdzie początkowo działał jako dyrygent. W 1705 roku otrzymał, jako następca Georga Muffata, stanowisko kapelmistrza na dworze biskupim w Pasawie. Komponował muzykę religijną, jest też autorem zbioru sześciu suit orkiestrowych Concors discordia (wyd. Norymberga 1695). W swojej twórczości nawiązywał do wzorców francuskich i włoskich.